# بريتاني جونز
بريتاني جونز (بالإنجليزية: Brittany Jones)‏ (و. 1996  م) هي متزلجة فنية كندية، ولدت في تورونتو.

## روابط خارجية
- بريتاني جونز على موقع الاتحاد الدولي للتزلج (الإنجليزية)
- بريتاني جونز على موقع الاتحاد الدولي للتزلج (الإنجليزية)
- بريتاني جونز على موقع الاتحاد الدولي للتزلج (الإنجليزية)
- بريتاني جونز على موقع الاتحاد الدولي للتزلج (الإنجليزية)